# Kahlheid
Die Kahlheid bei Morscheid-Riedenburg im Idarwald (Hunsrück) ist ein 766 m ü. NHN hoher Berg auf der Grenze der Landkreise Birkenfeld und Bernkastel-Wittlich, Rheinland-Pfalz.
Der Berg ist nach dem 2,6 km südwestlich gelegenen Erbeskopf (816,3 m; mit dessen Nordostsporn Sandkopf, 807,3 m sowie dem Südwestsporn Springenkopf, 784,2 m) im Schwarzwälder Hochwald und der 12 km nordöstlich liegenden (jeweils Luftlinie) Erhebung An den zwei Steinen (766,2 m; auch im Idarwald), der dritthöchste in Rheinland-Pfalz.

## Geographie

### Lage
Die Kahlheid liegt im Nordosten des Naturparks Saar-Hunsrück. Ihr zum Gebiet der Stadt Morbach gehörender Gipfel erhebt sich 3,8 km westsüdwestlich der Gemeinde Allenbach, 3,2 km südöstlich von Morscheid-Riedenburg (Morbach), 3,2 km südsüdöstlich von Hoxel (Morbach) und 7 km (je Luftlinie) südlich von Morbach; die Gemeindegrenze von Morbach zu Allenbach verläuft wenige Meter südöstlich unterhalb des Gipfels. Südwestlich des Berges entspringt die kleine Simm als linker Quellbach des Schalesbach-Zuflusses Einzelbach, nördlich der kleine Herchenbach als rechter Quellbach des Einzelbachs und südlich der Idarbach.

### Naturräumliche Zuordnung
Die Kahlheid gehört in der naturräumlichen Haupteinheitengruppe Hunsrück (Nr. 24) und in der Haupteinheit Hoch- und Idarwald (242) zur Untereinheit Idarwald (242.2), wobei seine Landschaft nach Osten in der Haupteinheit Simmerner Mulde (241) in das Südwestende der Kempfelder Hochmulde (241.2) abfällt.

## Schutzgebiete
Südlich der Kahlheid liegt das Naturschutzgebiet (NSG) Quellgebiet des Idarbaches (CDDA-Nr. 165061; 1987 ausgewiesen; 9 ha groß), woran sich östlich das NSG Schwarzenbruch (CDDA-Nr. 165503; 1988 ausgewiesen; 1,1 km²) anschließt. Auf der Nordflanke des Berges befindet sich das NSG Hilsbruch (CDDA-Nr. 81880; 1983 ausgewiesen; 8 ha). Auf der Südostflanke des Berges liegen Teile des Landschaftsschutzgebiets Hochwald-Idarwald mit Randgebieten (CDDA-Nr. 321654; 1976; 47,182 km²) und solche des Fauna-Flora-Habitat-Gebiets Hochwald (FFH-Nr. 6208-302; 30,38 km²).

## Fernmeldeturm Kahlheid

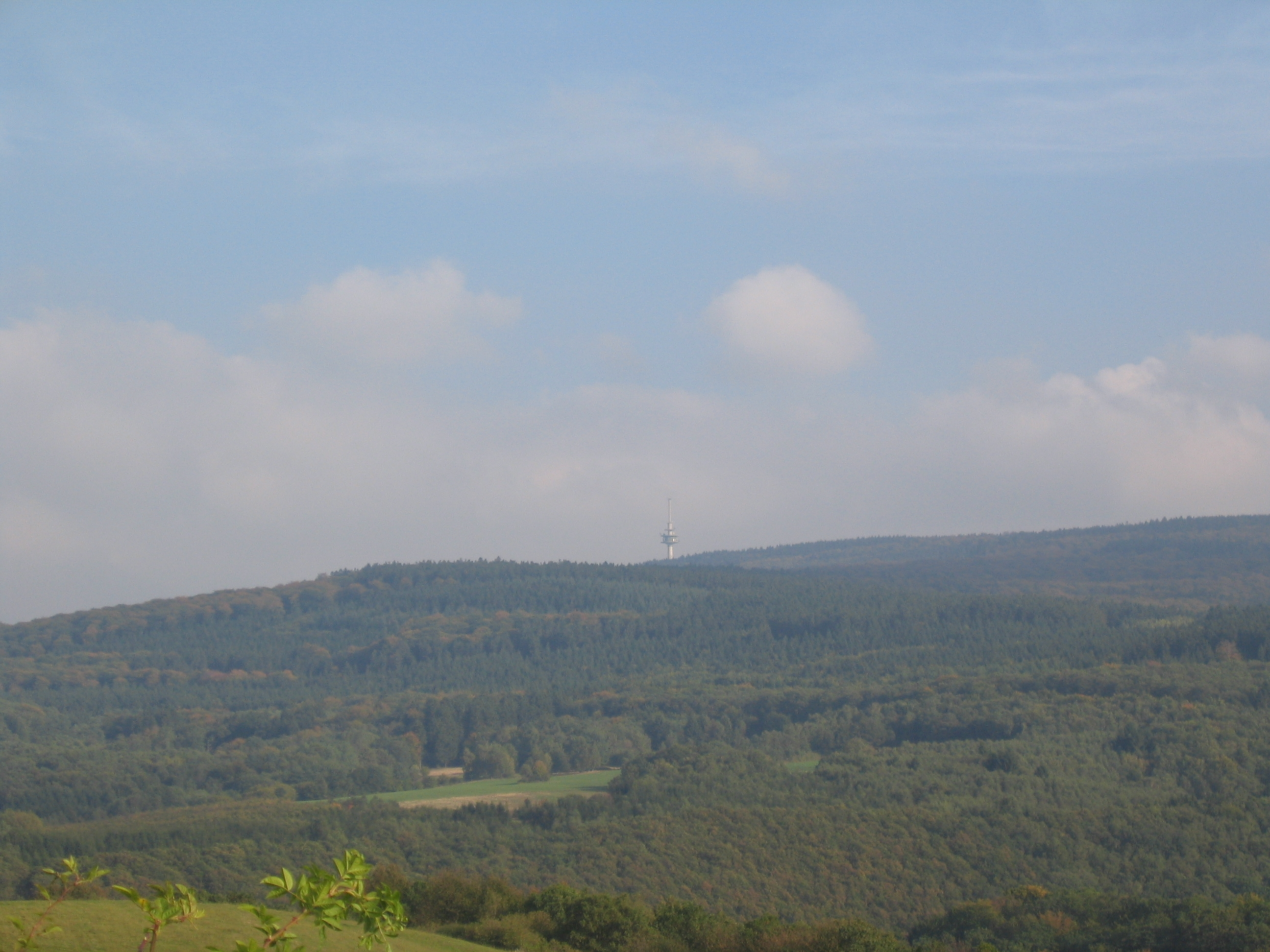
Kahlheid mit Fernmeldeturm Kahlheid

In Gipfelnähe der bewaldeten Kahlheid steht der 107 m hohe Fernmeldeturm Kahlheid, der unter anderem dem Amateur- und Richtfunk sowie Mobilfunk dient.

## Verkehr und Wandern
Über die östlichen Hochlagen der Kahlheid verläuft zwischen Morbach im Norden und Oberhambach im Süden die Bundesstraße 269, an der sich südlich des Berges nahe der Quelle des Idarbachs an der Idarbrücke die von dort nach Allenbach verlaufende Bundesstraße 422 mit der von der Brücke vorbei am Erbeskopf und an Deuselbach nach Bäsch führenden Landesstraße 164 kreuzen. Zum Beispiel an diesen Straßen beginnend kann der Berg zumeist auf Waldwegen und -pfaden erwandert werden.